# Vertrag von Medicine Lodge
Der Vertrag von Medicine Lodge ist ein im Jahre 1867 verhandelter Vertrag zwischen den Vereinigten Staaten und den Indianerstämmen der Crow, Blackfoot, Piegan, Gros Ventres, Sioux, Ponca, Cheyenne, Arapaho, Apachen, Kiowa und Comanche. Obgleich von dem Vertrag meistens im Singular gesprochen wird, bestand er eigentlich aus drei separaten Verträgen, die alle drei im Oktober 1867 unterzeichnet wurden. Der Vertrag teilte den Stämmen bestimmte Reservate zur landwirtschaftlichen Nutzung zu und gestattete ihnen auch, diese zur Jagd zu verlassen. Letztere Klausel wurde bereits 1868 von der US-Regierung außer Kraft gesetzt. Der Vertrag wurde am Ufer am namensgebenden Medicine Lodge River in der Nähe der heutigen Stadt Medicine Lodge im US-Bundesstaat Kansas unterzeichnet.